# Església de Sant Sebastià Màrtir
L'església Parroquial de Sant Sebastià Màrtir és un temple situat al municipi de Rocafort. És Bé de Rellevància Local amb identificador nombre 46.13.216-001.
El convent augustinià de Sant Sebastià fou fundat el 1434, l'església del qual és l'actual església Parroquial de Sant Sebastià Màrtir, obra del segle xvii, i erigida en parròquia durant la desamortització de 1835.
Actualment l'església compta amb quatre campanes anomenades Sebastià (fosa l'any 1792), Agustina, Providència i Anna, totes tres foses l'any 1944.